# Desa Mulyadadi (administrativ by i Indonesien, lat -7,43, long 108,75)
Desa Mulyadadi är en administrativ by i Indonesien.   Den ligger i provinsen Jawa Tengah, i den västra delen av landet, 250 km sydost om huvudstaden Jakarta.